# Janusz Żuławski
Janusz Żuławski h. Szeliga (ur. 17 grudnia 1885 w Młynnem, zm. 28 listopada 1937 w Wilnie) – major kawalerii Wojska Polskiego, taternik, pracownik Polskiego Radia, pisarz.

## Życiorys
Urodził się 17 grudnia 1885 w rodzinie Kazimierza i Józefy z Gosławskich. Uczęszczał do gimnazjów w Nowym Sączu i Bochni, Gimnazjum arcyksięcia Rudolfa w Drohobyczu i Gimnazjum św. Anny w Krakowie, gdzie w 1905 zdał egzamin maturalny. Podjął studia historyczne na Wydziale Filozoficznym Uniwersytetu Lwowskiego. Od 1906/1907 do 1911 studiował na Wydziale Lekarskim Uniwersytetu Jagiellońskiego w Krakowie. Do 1914 kontynuował studia medyczne na uczelniach w Pradze, Monachium i Lozannie.
Rozwijał pasję narciarza, alpinisty i taternika na przełomie pierwszej i drugiej dekady XX wieku. Wspinał się w Tatrach i Alpach. Wraz z bratem Jerzym 28 sierpnia 1909 dokonał pierwszego letniego wejścia na Przełączkę pod Kopą Popradzką i Smoczą Grań w Tatrach Wysokich. Wraz z Mariuszem Zaruskim w 1911 dokonał pierwszego zimowego wejścia na Rohacz Ostry i Rohacz Płaczliwy w Tatrach Zachodnich. W 1910 uczestniczył w wyprawie ratunkowej Klemensa Bachledy. Był jednym z pierwszych członków Tatrzańskiego Ochotniczego Pogotowia Ratunkowego. 
Po wybuchu I wojny światowej wstąpił do Legionów Polskich 13 sierpnia 1914. Służył jako podoficer sanitarny w V batalionie od połowy września 1915 do połowy czerwca 1915. Następnie służył w 3 szwadronie dywizjonu kawalerii płk. Władysława Beliny-Prażmowskiego. Mianowany podporucznikiem kawalerii 19 listopada 1915 (inne źródło wskazało awans na chorążego). Był oficerem gospodarczym 1 pułku ułanów Legionów Polskich do kryzysu przysięgowego w 1917. Po wyroku Austriackiego Sądu Wojennego został wcielony do c. i k. armii od początku listopada 1917. Przydzielony do Ośrodka Wyszkolenia nr 6 w Marosvásárhely, następnie skierowany na front włoski w szeregach 77 pułku piechoty Austro-Węgier.
Po odzyskaniu przez Polskę niepodległości został przyjęty do Wojska Polskiego. Od 6 listopada 1918 był oficerem szwadronu kadrowego pod dowództwem por. Antoniego Jabłońskiego, z którym brał udział w odsieczy Przemyśla w trakcie wojny polsko-ukraińskiej. Został awansowany do stopnia porucznika kawalerii 17 grudnia 1918. Od stycznia 1919 był dowódcą szwadronu w składzie Dywizjonu Jazdy Kresowej rtm. Feliksa Jaworskiego. Od połowy marca 1919 służył w 11 pułku ułanów. W składzie jednostki uczestniczył w wyprawie wileńskiej i walkach Frontu Litewsko-Białoruskiego podczas wojny polsko-bolszewickiej. W 1920 służył także w I Brygadzie Jazdy. Podczas Bitwy Warszawskiej był dowódcą 3 szwadronu ochotniczego w składzie 201 pułku ułanów. Został awansowany do stopnia rotmistrza kawalerii ze starszeństwem z dniem 1 czerwca 1919. W latach 20. pozostawał oficerem zawodowym macierzystego 201 pułku ułanów, przemianowanego na 3 pułk szwoleżerów i stacjonującego w garnizonie Suwałki; w 1924 był wskazany jako pełniący obowiązki dowódcy szwadronu zapasowego. Od lutego 1924 do kwietnia 1925 był urlopowany z uwagi na problemy zdrowotne. Po leczeniu został absolwentem kursu kwatermistrzowskiego. Został awansowany do stopnia majora kawalerii ze starszeństwem z dniem 1 stycznia 1927. Został oficerem 24 pułku ułanów w Kraśniku, w którym był dowódcą szwadronu zapasowego w 1928, kwatermistrzem w 1929. Od marca 1930 sprawował stanowisko dowódcy taborów w 5 Dywizji Piechoty. Z dniem 15 października 1930 został przydzielony do Wojskowego Biura Historycznego w Warszawie na okres trzech miesięcy. Z dniem 16 lutego 1931 został przeniesiony do Centrum Wyższych Studiów Wojskowych w Warszawie. Z dniem 31 grudnia 1931 został przeniesiony w stan spoczynku.
W latach 30. został pracownikiem Polskiego Radia. Przez 1,5 roku był dyrektorem Polskiego Radia Lwów. Od 1 sierpnia 1937 był dyrektorem Polskiego Radia Wilno. Publikował prace historyczne. Został zastępcą szefa sekcji propagandowej w ramach powołanego 5 października 1936 Obywatelskiego Komitetu Akcji na rzecz Funduszu Obrony Narodowej we Lwowie.
Był żonaty od 1915. Zmarł 28 listopada 1937 w Wilnie. Został pochowany na Cmentarzu Wojskowym na Powązkach (kwatera A5-5-16).

## Ordery i odznaczenia
- Krzyż Niepodległości (12 maja 1931)[14]
- Krzyż Walecznych (dwukrotnie)
- Medal 10 Rocznicy Wojny Niepodległościowej (Łotwa, 1929)[15]

## Publikacje
- Rodowód i organizacja 1. pułku ułanów leg. pol. im. Józefa Piłsudskiego. „Przegląd Kawaleryjski”. 7 (93), s. 3–31, lipiec 1933. Warszawa: Departament Kawalerii.